# Stefano Stampa

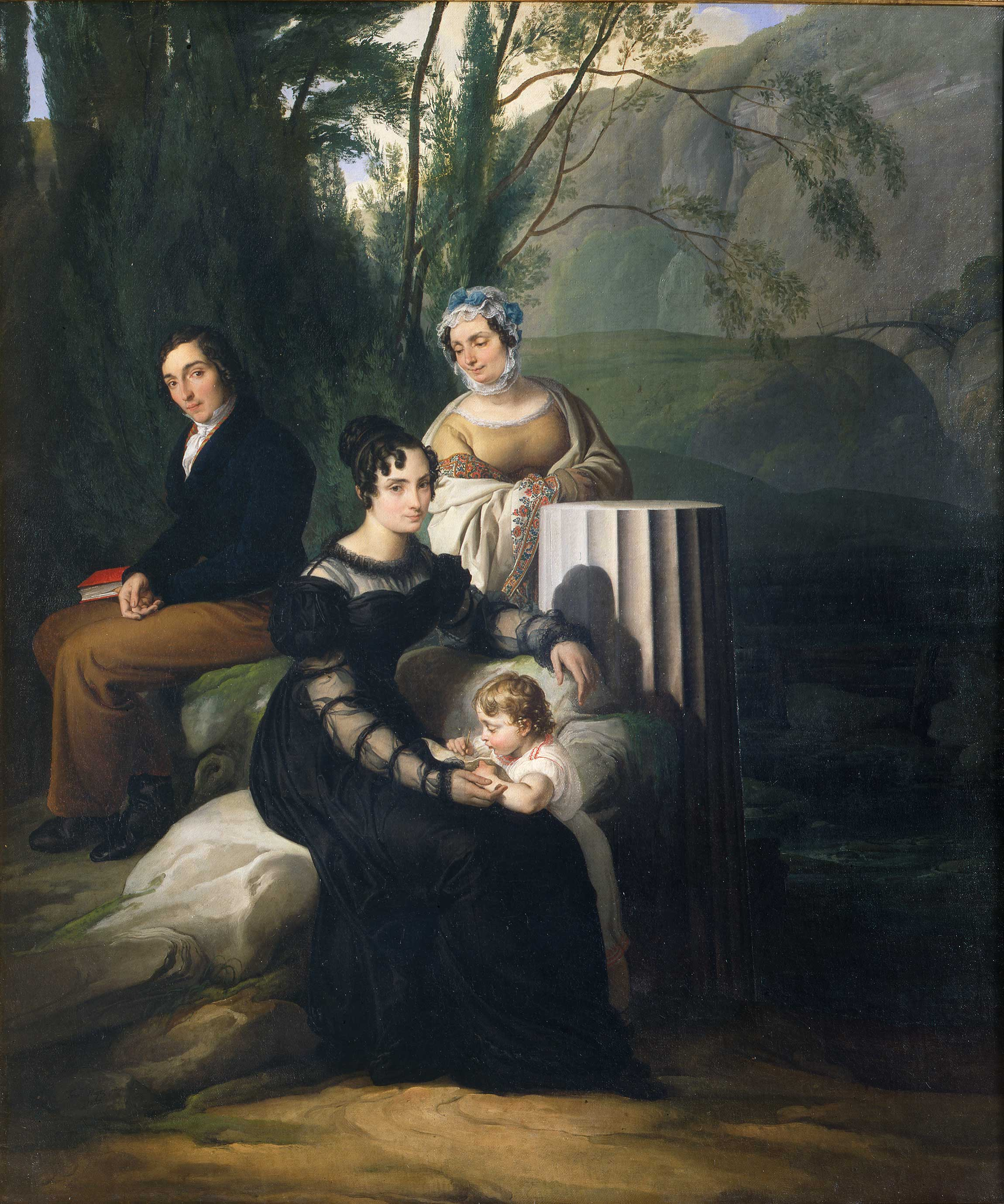
Ritratto del piccolo Stefano e della madre Teresa di Francesco Hayez. Olio su tela, cm 125 x 108

Stefano Stampa (Milano, 23 novembre 1819 – Erba, 26 febbraio 1907) è stato un nobile e scrittore italiano, conosciuto principalmente per essere stato il figliastro di Alessandro Manzoni, col quale egli ebbe forti legami affettivi.

## Biografia
Stefano Stampa (il cui nome all'anagrafe era Giuseppe Antonio Stefano), nacque in una casa di Via Meravigli a Milano, figlio del conte Decio Stampa di Gravedona e di Teresa Borri. Rimasto orfano di padre quando aveva appena un anno di vita, Stefano trascorse l'infanzia e la prima giovinezza con la madre, trascorrendo il tempo ora a Milano, ora nella loro villa a Lesa, sul Lago Maggiore. La madre Teresa, notando nel figlio una predisposizione innata per l'arte figurativa, ne assecondò le inclinazioni mandandolo nello studio di Massimo d'Azeglio, pittore piemontese e genero del Manzoni, e in quello dello stesso Francesco Hayez. Fu inoltre allievo del letterato milanese Luigi Rossari. Dopo il matrimonio della madre con Manzoni (2 gennaio 1837), il diciottenne Stefano si trasferì anche lui nel palazzo di Via del Morone, dove inizialmente manifestò una forte avversione per la nuova vita famigliare, mantenendo rapporti freddi e formali con gli altri membri della famiglia, se non di aperta ostilità, come verso la madre del Manzoni, Giulia Beccaria.
Col passare del tempo, però, Stefano cominciò a nutrire stima e affetto per il patrigno, sentimento ricambiato pienamente dal Manzoni. Il carattere di Stefano era posato, serio ed incline ad un romanticismo melanconico, temperamento che invece contrastava fortemente con quello dei due figli maschi del Manzoni, Enrico e Filippo. Questi fattori spinsero l'anziano scrittore ad accentuare quel sentimento paterno nei confronti del figliastro. Dopo la morte della madre Teresa nel 1861, Stefano lasciò la casa del patrigno, continuando però a mantenere rapporti affettuosi con lui. Fu da quell'anno, inoltre, che Stefano decise di chiamare a sé una delle cameriere che avevano assistito la madre fino alla fine, tale Elisa Cermelli; convissero a lungo, sposandosi solo nel 1887. Morta la Cermelli nel 1904, Stefano si spense tre anni dopo ad Erba, ormai completamente cieco a causa del diabete mellito di tipo 2.

## Opere
Stefano Stampa fu anche scrittore, elaborando saggi quali Elementi d'infinito, un saggio dai contenuti religiosi e filosofici (1882); Il simbolo rosminiano (1887); e Combattiamo l'ateismo - Riflessioni di S.S (1892). Di ben più grande importanza, invece, è il lunghissimo resoconto della vita e del pensiero di Alessandro Manzoni intitolato Alessandro Manzoni: la sua famiglia, i suoi amici (Ulrico Hoepli, 1885), scritto in polemica con le Reminiscenze sul Manzoni di Cesare Cantù e delle memorie di Angelo De Gubernatis. Tale resoconto, utile non solo per ricostruire i rapporti umani ed intellettuali del Manzoni, ma anche per conoscerne i minimi dettagli come uomo, arricchisce la memorialistica sullo scrittore lombardo sorta pochi anni dopo la sua morte.

### Esplicative
1. ↑  Brullo: «Stefano amava il Manzoni, ma non la sua fittissima famiglia». Col passare degli anni, Stefano però cominciò ad affezionarsi ai figli "superstiti" del Manzoni, in special modo con Vittoria (ne è un esempio la lettera accennata da Ginzburg, pp. 339-340). Freddi furono i rapporti con Filippo e in special modo con Enrico.
2. ↑  Manzoni parlava di un «vagabondo Stefano» (Ginzburg, p. 315), alla ricerca di luoghi solitari dove poter contemplare la natura e dedicarsi alla sua nuova passione, la fotografia (Brullo).
3. ↑  In Quei bei giorni di Lesa si racconta della sua amicizia col filosofo Antonio Rosmini, grande amico del patrigno. L'avvicinamento tra il sacerdote e il giovane conte fu dettato dalla vicinanza di Lesa con Stresa, dove Rosmini risiedeva: 
«Il figliastro del Manzoni aveva studiato fin dal 1846 gli scritti dell’umilissimo filosofo roveretano, approfittando della solitudine della sua villa a Lesa.»

### Bibliografiche
1. ↑   Pinacoteca di Brera, su pinacotecabrera.org.
2. ↑  Cassignoli.
3. ↑  Cassignoli e Ginzburg, p. 157
4. ↑  Ginzburg, p. 157.
5. ↑  Ginzburg, pp. 158-160.
6. ↑  Ginzburg, p. 161; Brullo e Quei bei giorni di Lesa
7. ↑  Tellini, p. 37.
8. ↑  Boneschi, p. 363.
9. ↑  Ginzburg, p. 168 e Quei bei giorni di Lesa
10. ↑  Brullo:
«[Stefano] stimava il patrigno, tanto da farsi chiamare (così anche nel carteggio edito curato da Ezio Flori) il figliastro del Manzoni. Con il sommo scrittore intratteneva rapporti informali...insieme furono al capezzale di Antonio Rosmini.»
11. 1 2  Ginzburg, pp. 314-315.
12. ↑  Ginzburg, p. 357.
13. ↑  Quei bei giorni a Lesa.
14. ↑  Ginzburg, p. 333; p. 337; p. 339.
15. ↑  Stampa.